# Corbreuse
Corbreuse (prononcé [kɔʁbʁøz] ) est une commune française située à quarante-neuf kilomètres au sud-ouest de Paris dans le département de l'Essonne en région Île-de-France.
Ses habitants sont appelés les Corbreusois.

## Géographie

### Description

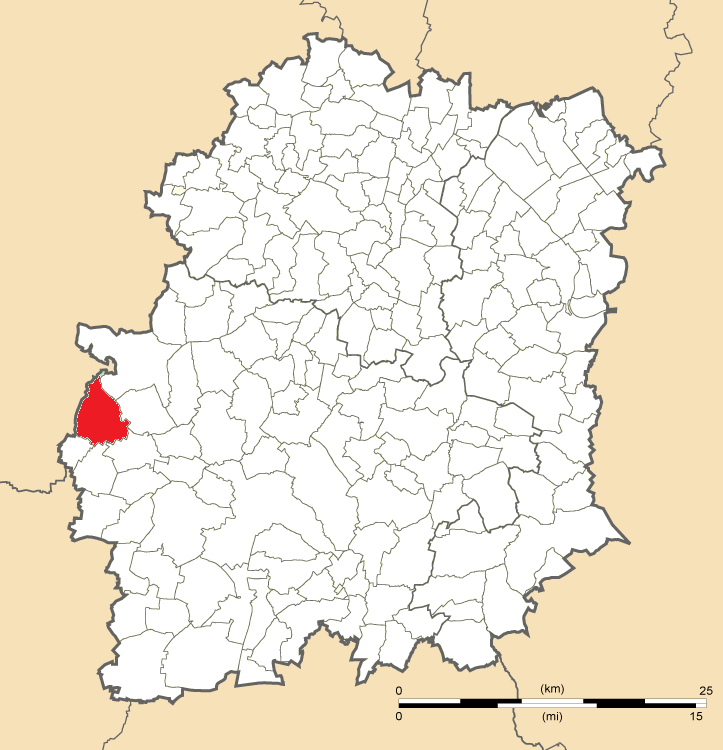
Position de Corbreuse en Essonne.

Corbreuse est un village de 1 750 habitants situé dans le sud-ouest de l'Essonne, à quarante-neuf kilomètres de Paris à la limite des Yvelines à l'ouest et du département d'Eure-et-Loir à six kilomètres au sud.
Corbreuse est située à quarante-neuf kilomètres au sud-ouest de Paris-Notre-Dame, point zéro des routes de France, trente-huit kilomètres au sud-ouest d'Évry, dix-sept kilomètres au nord-ouest d'Étampes, cinq kilomètres au sud-ouest de Dourdan, vingt-quatre kilomètres au sud-ouest d'Arpajon, vingt-huit kilomètres au sud-ouest de Montlhéry, vingt-neuf kilomètres à l'ouest de La Ferté-Alais, trente-et-un kilomètres au sud-ouest de Palaiseau, trente-neuf kilomètres au nord-ouest de Milly-la-Forêt, quarante kilomètres au sud-ouest de Corbeil-Essonnes.
Le point le plus bas de la commune est situé à cent quatre mètres d'altitude et le point culminant à cent soixante mètres. Corbreuse se situe sur l'extrémité nord-est du plateau de la Beauce.
La commune est desservie par la ligne de bus 22 du réseau de bus Essonne Sud Ouest.

### Communes limitrophes
Il est entouré des villages de Sainte-Mesme, Saint-Martin-de-Bréthencourt, Chatignonville, Authon-la-Plaine, Richarville, Les Granges-le-Roi et la ville de Dourdan, qui est sa commune de rattachement postal.

### Hydrographie
Le ruisseau du Mont Piquet, à sec l'été, passe aux confins du territoire du village.

### Lieux-dits, écarts et quartiers
La commune de Corbreuse compte plusieurs lieux-dits. Certains sont maintenant intégrés à Corbreuse. Les principaux sont les Chitries, la Gambade ou encore le Trouvillier.

### Climat
Pour des articles plus généraux, voir Climat de l'Île-de-France et Climat de l'Essonne.
En 2010, le climat de la commune est de type climat océanique dégradé des plaines du Centre et du Nord, selon une étude du CNRS s'appuyant sur une série de données couvrant la période 1971-2000. En 2020, Météo-France publie une typologie des climats de la France métropolitaine dans laquelle la commune est exposée à un climat océanique altéré et est dans la région climatique Sud-ouest du bassin Parisien, caractérisée par une faible pluviométrie, notamment au printemps (120 à 150 mm) et un hiver froid (3,5 °C). 
Pour la période 1971-2000, la température annuelle moyenne est de 10,8 °C, avec une amplitude thermique annuelle de 14,9 °C. Le cumul annuel moyen de précipitations est de 644 mm, avec 11,1 jours de précipitations en janvier et 7,8 jours en juillet. Pour la période 1991-2020, la température moyenne annuelle observée sur la station météorologique la plus proche, située sur la commune de Dourdan à 5 km à vol d'oiseau, est de 11,4 °C et le cumul annuel moyen de précipitations est de 654,2 mm,. Pour l'avenir, les paramètres climatiques de la commune estimés pour 2050 selon différents scénarios d'émission de gaz à effet de serre sont consultables sur un site dédié publié par Météo-France en novembre 2022.
| Mois                                  | jan.           | fév.           | mars           | avril         | mai           | juin           | jui.          | août          | sep.          | oct.          | nov.            | déc.             | année      |
| ------------------------------------- | -------------- | -------------- | -------------- | ------------- | ------------- | -------------- | ------------- | ------------- | ------------- | ------------- | --------------- | ---------------- | ---------- |
| Température minimale moyenne (°C)     | 1,5            | 1,2            | 3,1            | 4,9           | 8,3           | 11,4           | 13,3          | 13,1          | 10,1          | 7,7           | 4,4             | 2                | 6,8        |
| Température moyenne (°C)              | 4,2            | 4,7            | 7,8            | 10,5          | 13,9          | 17,2           | 19,5          | 19,3          | 15,9          | 12            | 7,6             | 4,7              | 11,4       |
| Température maximale moyenne (°C)     | 6,9            | 8,2            | 12,4           | 16            | 19,4          | 23             | 25,7          | 25,6          | 21,5          | 16,4          | 10,8            | 7,4              | 16,1       |
| Record de froid (°C) date du record   | −16,2 08.01.10 | −15,7 07.02.12 | −10,5 01.03.05 | −4,6 06.04.21 | −1,1 06.05.19 | 1,5 05.06.1991 | 5 04.07.1990  | 4,3 21.08.14  | 0,9 30.09.12  | −4 30.10.1997 | −9,2 23.11.1993 | −10,6 29.12.1996 | −16,2 2010 |
| Record de chaleur (°C) date du record | 16,1 27.01.03  | 19,8 27.02.19  | 24,6 31.03.21  | 28,4 25.04.07 | 30,7 28.05.17 | 37,6 18.06.22  | 41,6 25.07.19 | 41,4 06.08.03 | 34,5 09.09.23 | 29,8 02.10.23 | 21,5 07.11.15   | 16,7 07.12.00    | 41,6 2019  |
| Précipitations (mm)                   | 52,3           | 47,5           | 50             | 43,9          | 68,5          | 53,8           | 52            | 57,4          | 47,5          | 54,9          | 60,6            | 65,8             | 654,2      |

## Urbanisme

### Typologie
Au 1er janvier 2024, Corbreuse est catégorisée bourg rural, selon la nouvelle grille communale de densité à sept niveaux définie par l'Insee en 2022.
Elle est située hors unité urbaine. Par ailleurs la commune fait partie de l'aire d'attraction de Paris, dont elle est une commune de la couronne,. Cette aire regroupe 1 929 communes,.

## Toponymie
Corberosa au XIIe siècle, Corborosa, Curberosa au XIIIe siècle, avec son nom actuel Corbreuse en 1793, en 1801 fut introduite une orthographe alternative Corbeuse.
Corbreuse pourrait signifier « repère de corbeau », du latin corbus (corbeau) avec le suffixe –arosa.
Corberosa au XIIe siècle (particulièrement fréquentée par les corbeaux).

## Histoire
Les plus vieilles traces de vie sur le territoire de Corbreuse sont celles des fossiles marins.
Le territoire sur lequel a été fondé Corbreuse a été peuplé très tôt comme le prouvent des vestiges datant du Néolithique (environ 10 000 av. J.-C.) tels que des haches polies à proximité du jardin public.
Peut-être parce que cette zone géographique se trouvait à proximité de la voie romaine de Poissy à Orléans, fut-elle habitée dès la période gallo-romaine. Il semble que des cultivateurs aient trouvé dans leurs champs des vestiges d'une présence humaine (poterie et pièces de monnaie). Il fallut toutefois attendre le XIIe siècle pour que Louis VI le Gros attribuât au Chapitre de Paris des terrains qui étaient cultivés par les « pauvres de Corbreuse ». Ces terres appartenaient donc à l'Église de Paris. C'est aussi à cette époque que l'on commença la construction de l'église Notre-Dame de Corbreuse, construction qui ne trouva son terme qu'au XVe siècle avec l'édification d'une seconde nef.
Les doyens et les chanoines du chapitre de Paris se considérèrent ainsi pendant près de cinq siècles comme les maîtres de la seigneurie de Corbreuse.

## Politique et administration

### Rattachements administratifs et électoraux
Rattachements administratifs
Antérieurement à la loi du 10 juillet 1964, la commune faisait partie du département de Seine-et-Oise. La réorganisation de la région parisienne en 1964 fit que la commune appartient désormais au département de l'Essonne et à son arrondissement d'Étampes après un transfert administratif effectif au 1er janvier 1968.
Elle faisait partie depuis 1801 du canton de Dourdan-Sud de Seine-et-Oise. Lors de la mise en place des Hauts-de-Seine, elle intègre le canton de Dourdan. Dans le cadre du redécoupage cantonal de 2014 en France, cette circonscription administrative territoriale a disparu, et le canton n'est plus qu'une circonscription électorale.
Rattachements électoraux
Pour les élections départementales, la commune fait partie depuis 2014 d'un nouveau canton de Dourdan.
Pour l'élection des députés, elle fait partie de la troisième circonscription de l'Essonne.

### Intercommunalité
Corbreuse est membre de la communauté de communes Le Dourdannais en Hurepoix, un établissement public de coopération intercommunale (EPCI) à fiscalité propre créé en 2005 et auquel la commune a transféré un certain nombre de ses compétences, dans les conditions déterminées par le code général des collectivités territoriales.

### Tendances politiques et résultats
Élections présidentielles
Résultats des deuxièmes tours :
- Élection présidentielle de 2002 : 85,05 % pour Jacques Chirac (RPR), 14,95 % pour Jean-Marie Le Pen (FN), 86,60 % de participation[19].
- Élection présidentielle de 2007 : 52,25 % pour Nicolas Sarkozy (UMP), 47,75 % pour Ségolène Royal (PS), 91,03 % de participation[20].
- Élection présidentielle de 2012 : 50,54 % pour François Hollande (PS), 49,46 % pour Nicolas Sarkozy (UMP), 89,29 % de participation[21].
- Élection présidentielle de 2017 : 66,51 % pour Emmanuel Macron (LREM), 33,49 % pour Marine Le Pen (FN), 82,21 % de participation[22].

Élections législatives
Résultats des deuxièmes tours :
- Élections législatives de 2002 : 50,14 % pour Yves Tavernier (PS), 49,86 % pour Geneviève Colot (UMP), 67,58 % de participation[23].
- Élections législatives de 2007 : 53,91 % pour Geneviève Colot (UMP), 46,09 % pour Brigitte Zins (PS), 66,88 % de participation[24].
- Élections législatives de 2012 : 55,73 % pour Michel Pouzol (PS), 44,27 % pour Geneviève Colot (UMP), 65,71 % de participation[25].

Élections européennes
Résultats des deux meilleurs scores :
- Élections européennes de 2004 : 27,18 % pour Harlem Désir (PS), 13,07 % pour Patrick Gaubert (UMP), 48,18 % de participation[26].
- Élections européennes de 2009 : 28,26 % pour Michel Barnier (UMP), 18,48 % pour Daniel Cohn-Bendit (PS), 51,59 % de participation[27].

Élections régionales
Résultats des deux meilleurs scores :
- Élections régionales de 2004 : 53,07 % pour Jean-Paul Huchon (PS), 36,97 % pour Jean-François Copé (UMP), 73,67 % de participation[28].
- Élections régionales de 2010 : 60,90 % pour Jean-Paul Huchon (PS), 39,10 % pour Valérie Pécresse (UMP), 57,38 % de participation[29].

Élections cantonales et départementales
Résultats des deuxièmes tours :
- Élections cantonales de 2004 : 50,48 % pour Brigitte Zins (PS), 49,52 % pour Dominique Écharoux (UMP), 73,57 % de participation[30].
- Élections cantonales de 2011 : 50,20 % pour Maryvonne Boquet (PS), 49,80 % pour Dominique Écharoux (UMP), 49,50 % de participation[31].

Élections municipales
Résultats des deuxièmes tours :
- Élections municipales de 2001 : données manquantes.
- Élections municipales de 2008 : 547 voix pour Gilles Marty (?), 542 voix pour Denis Mounoury (?), 76,59 % de participation[32].

Référendums
- Référendum de 2000 relatif au quinquennat présidentiel : 76,59 % pour le Oui, 23,41 % pour le Non, 40,92 % de participation[33].
- Référendum de 2005 relatif au traité établissant une Constitution pour l'Europe : 52,94 % pour le Non, 47,06 % pour le Oui, 78,99 % de participation[34].

### Liste des maires
| Période                                  | Période                       | Identité           | Étiquette           | Qualité                                                      |
| ---------------------------------------- | ----------------------------- | ------------------ | ------------------- | ------------------------------------------------------------ |
| Les données manquantes sont à compléter. |                               |                    |                     |                                                              |
| 1852                                     | 1860                          | M. Mothu           |                     |                                                              |
| 1860                                     | 1874                          | M. Papillon        |                     |                                                              |
| 1874                                     | 1880                          | Victor Pavard      |                     |                                                              |
| 1880                                     | 1883                          | Victor Plisson     |                     |                                                              |
| 1883                                     | 1884                          | Arsène Guérin      |                     |                                                              |
| 1885                                     | 1888                          | Gabriel Chausson   |                     |                                                              |
| 1888                                     | 1896                          | Alfred Chausson    |                     |                                                              |
| 1896                                     | 1900                          | Désiré Plisson     |                     |                                                              |
| 1900                                     | 1912                          | Désiré Chevallier  |                     |                                                              |
| 1912                                     | 1929                          | M. Breton          |                     |                                                              |
| 1929                                     | 1947                          | Jules Delabrouille |                     |                                                              |
| 1947                                     | 1953                          | Louis Depussay     |                     |                                                              |
| 1953                                     | 1959                          | Romain Huet        |                     |                                                              |
| 1959                                     | 1971                          | Marcel Porthault   |                     |                                                              |
| 1971                                     | 2001                          | Louis Dejean       | PS[réf. nécessaire] | Cadre dans l'aéronautique                                    |
| 2001                                     | 2008                          | Louis Boisard      | DVD                 |                                                              |
| 2008                                     | mai 2020                      | Denis Mounoury     |                     | Chef de projet                                               |
| mai 2020,                                | En cours (au 10 juillet 2020) | José Correia       |                     | Vice-président de la CC Le Dourdannais en Hurepoix (2020 → ) |

### Jumelages
La commune de Corbreuse n'a développé aucune association de jumelage.

## Population et société

### Démographie

#### Évolution démographique
L'évolution du nombre d'habitants est connue à travers les recensements de la population effectués dans la commune depuis 1793. Pour les communes de moins de 10 000 habitants, une enquête de recensement portant sur toute la population est réalisée tous les cinq ans, les populations de référence des années intermédiaires étant quant à elles estimées par interpolation ou extrapolation. Pour la commune, le premier recensement exhaustif entrant dans le cadre du nouveau dispositif a été réalisé en 2008.

En 2022, la commune comptait 1 675 habitants, en évolution de −4,29 % par rapport à 2016 (Essonne : +2,89 %, France hors Mayotte : +2,11 %).
| 1793 | 1800 | 1806 | 1821 | 1831 | 1836 | 1841 | 1846 | 1851 |
| ---- | ---- | ---- | ---- | ---- | ---- | ---- | ---- | ---- |
| 438  | 468  | 473  | 546  | 558  | 568  | 585  | 568  | 539  |

| 1856 | 1861 | 1866 | 1872 | 1876 | 1881 | 1886 | 1891 | 1896 |
| ---- | ---- | ---- | ---- | ---- | ---- | ---- | ---- | ---- |
| 551  | 514  | 561  | 506  | 497  | 511  | 483  | 532  | 524  |

| 1901 | 1906 | 1911 | 1921 | 1926 | 1931 | 1936 | 1946 | 1954 |
| ---- | ---- | ---- | ---- | ---- | ---- | ---- | ---- | ---- |
| 504  | 515  | 514  | 470  | 456  | 436  | 426  | 426  | 379  |

| 1962 | 1968 | 1975 | 1982  | 1990  | 1999  | 2006  | 2008  | 2013  |
| ---- | ---- | ---- | ----- | ----- | ----- | ----- | ----- | ----- |
| 341  | 377  | 577  | 1 144 | 1 369 | 1 486 | 1 643 | 1 689 | 1 755 |

| 2018  | 2022  | - | - | - | - | - | - | - |
| ----- | ----- | - | - | - | - | - | - | - |
| 1 731 | 1 675 | - | - | - | - | - | - | - |

#### Pyramide des âges
En 2018, le taux de personnes d'un âge inférieur à 30 ans s'élève à 34,5 %, soit en dessous de la moyenne départementale (39,9 %). À l'inverse, le taux de personnes d'âge supérieur à 60 ans est de 24,3 % la même année, alors qu'il est de 20,1 % au niveau départemental.
En 2018, la commune comptait 816 hommes pour 915 femmes, soit un taux de 52,86 % de femmes, légèrement supérieur au taux départemental (51,02 %).
Les pyramides des âges de la commune et du département s'établissent comme suit.
| Hommes | Classe d’âge | Femmes |
| ------ | ------------ | ------ |
| 1,0    | 90 ou +      | 3,1    |
| 6,7    | 75-89 ans    | 8,3    |
| 14,3   | 60-74 ans    | 15,1   |
| 23,8   | 45-59 ans    | 21,2   |
| 18,8   | 30-44 ans    | 18,8   |
| 15,9   | 15-29 ans    | 15,4   |
| 19,5   | 0-14 ans     | 18,1   |

| Hommes | Classe d’âge | Femmes |
| ------ | ------------ | ------ |
| 0,5    | 90 ou +      | 1,4    |
| 5,4    | 75-89 ans    | 7,2    |
| 12,9   | 60-74 ans    | 13,9   |
| 20     | 45-59 ans    | 19,4   |
| 19,9   | 30-44 ans    | 20,1   |
| 20     | 15-29 ans    | 18,2   |
| 21,3   | 0-14 ans     | 19,8   |

### Enseignement
Les élèves de Corbreuse sont rattachés à l'académie de Versailles.
La commune dispose en 2010  sur son territoire de l'école maternelle la Souris verte et de l'école élémentaire des Blés en Herbe. Le nom des écoles a été donné en 1997 à l'issue d'un concours local.

### Santé
La commune dispose sur son territoire de l'établissement d'hébergement pour personnes âgées dépendantes du Colombier. Corbreuse bénéficie d'un service de santé de proximité : un médecin, un dentiste, et une pharmacie[réf. nécessaire].

### Sports
Il y a à Corbreuse différents sports comme le tennis, le judo, la danse classique et danse moderne, le foot, la gym, le ping pong

### Lieux de culte
La paroisse catholique de Corbreuse est rattachée au secteur pastoral de Dourdan et au diocèse d'Évry-Corbeil-Essonnes. Elle dispose de l'église Notre-Dame-de-l'Assomption-de-la-Très-Sainte-Vierge.

### Médias
L'hebdomadaire Le Républicain relate les informations locales. La commune est en outre dans le bassin d'émission des chaînes de télévision France 3 Paris Île-de-France Centre, IDF1 et Téléssonne intégré à Télif. La commune édite un bulletin municipal trimestriel, des mini-bulletins sont également distribués de façon plus exceptionnelle pour informer les habitants.

## Économie

### Emplois, revenus et niveau de vie
En 2010, le revenu fiscal médian par ménage était de 43 643 €, ce qui plaçait Corbreuse au 1 149e rang parmi les 31 525 communes de plus de 39 ménages en métropole.
| Répartition des emplois par catégories socioprofessionnelles en 2006. |              |                                           |                                                   |                            |                          |                           |
|                                                                       | Agriculteurs | Artisans, commerçants, chefs d’entreprise | Cadres et professions intellectuelles supérieures | Professions intermédiaires | Employés                 | Ouvriers                  |
| Corbreuse                                                             | -            | -                                         | -                                                 | -                          | -                        | -                         |
| Zone d'emploi de Dourdan                                              | 0,7 %        | 6,0 %                                     | 18,9 %                                            | 28,5 %                     | 26,3 %                   | 19,6 %                    |
| Moyenne nationale                                                     | 2,2 %        | 6,0 %                                     | 15,4 %                                            | 24,6 %                     | 28,7 %                   | 23,2 %                    |
| Répartition des emplois par secteurs d’activités en 2006.             |              |                                           |                                                   |                            |                          |                           |
|                                                                       | Agriculture  | Industrie                                 | Construction                                      | Commerce                   | Services aux entreprises | Services aux particuliers |
| Corbreuse                                                             | -            | -                                         | -                                                 | -                          | -                        | -                         |
| Zone d'emploi de Dourdan                                              | 1,7 %        | 10,4 %                                    | 7,5 %                                             | 11,8 %                     | 21,6 %                   | 6,9 %                     |
| Moyenne nationale                                                     | 3,5 %        | 15,2 %                                    | 6,4 %                                             | 13,3 %                     | 13,3 %                   | 7,6 %                     |
| Sources : Insee,                                                      |              |                                           |                                                   |                            |                          |                           |

## Culture locale et patrimoine

### Lieux et monuments

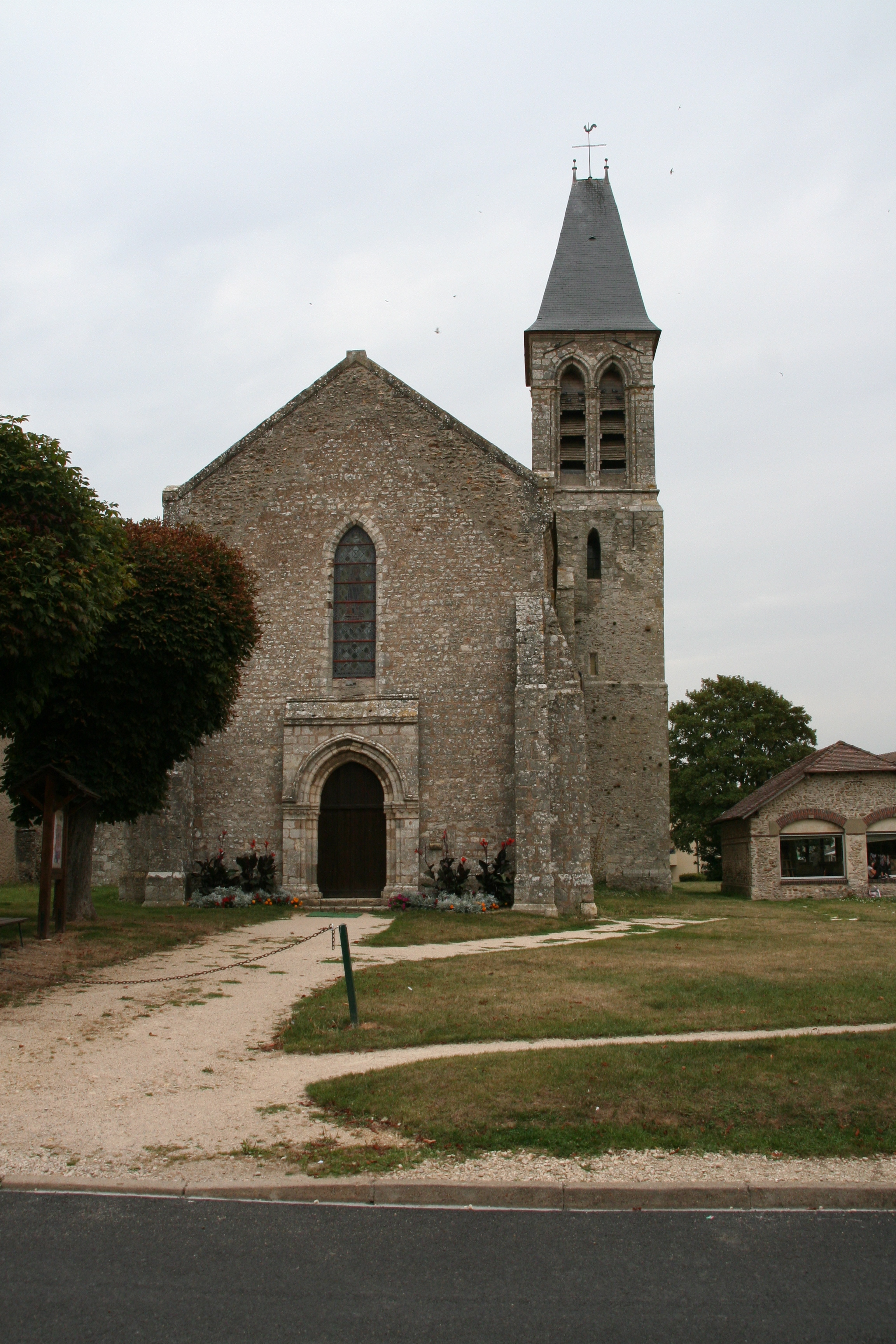
L'église Notre-Dame-de-l'Assomption-de-la-Très-Sainte-Vierge.

- Les bois au nord et à l'est du territoire, parties de la forêt de Dourdan, ont été recensés au titre des espaces naturels sensibles par le conseil départemental de l'Essonne[51].
- L'Église Notre-Dame de Corbreuse a été inscrite aux monuments historiques le 2 décembre 1950[52].
L'ancienne cloche (fêlée) de l'église, nommée Marie qui avait été bénie en 1737 fut remplacée le 15 janvier 1933 par une nouvelle cloche baptisée Irène, Mauricette, Paulette. Selon Victor Poloni qui a trouvé cette information dans les archives paroissiales de Versailles : « Sa marraine, Madame Grimoux, avait pris à sa charge la décoration de l'église et payé aussi à sa volumineuse filleule, d'amples atours de dentelles. Elle reçut une coupe pleine de dragées de la part du parrain et tous deux donnèrent aux notables de l'assistance, de belles boîtes de dragées, des cornets, aux moyennes autorités et jetèrent de pleines poignées à la volée, au "commun" rassemblé devant le portail/.../ Monseigneur l'évêque remit la médaille du dévouement paroissial à monsieur Guistave Lignard, bedeau de Corbreuse depuis 30 ans. »[53]

### Personnalités liées à la commune
Différents personnages publics sont nés, décédés ou ont vécu à Corbreuse :
- Michel Loirette (1943-), écrivain, y vécut.

### Héraldique
| Blason de Corbreuse | Blason  | Écartelé : au premier d'or au corbeau passant de sable, allumé et becqué d'argent, au deuxième d'azur au chêne arraché d'or, au troisième d'azur à la gerbe de blé d'or, au quatrième d'or aux deux fasces de gueules. |
| Blason de Corbreuse | Détails | |